# Violet Brown
Pour les articles homonymes, voir Brown.
Violet Brown, née Mosse le 10 mars 1900 dans la paroisse de Trelawny et morte le 15 septembre 2017 à Montego Bay, est une supercentenaire jamaïcaine.
Elle est la doyenne de l'humanité du 15 avril au 15 septembre 2017. Nabi Tajima lui succède.

## Biographie

### Vie professionnelle et record
Elle commence sa carrière professionnelle comme coupeuse de cannes à sucre dans les plantations, puis dirige elle-même une exploitation. Elle travaille ensuite au sein de l'Église pour laquelle elle devient secrétaire, organiste, couturière et professeur de musique. Elle précisa : « J'ai été baptisée à 13 ans et j'ai offert cinquante ans de loyaux services à l'Église ».
Elle devient doyenne de Jamaïque le 12 novembre 2010, après le décès d'Ida Stewart (1896-2010).
À l'occasion de son 115e anniversaire, elle reçoit un message de la reine de Jamaïque, Élisabeth II. Elle récite également le poème Belshazzar's Feast de Thomas Aird (en).
Elle a été le dernier sujet de la reine Victoria et devient le 15 avril 2017, après le décès d'Emma Morano, qui était née en 1899, la doyenne de l'humanité devant Nabi Tajima. Elle était avec cette dernière l'une des deux dernières personnes en vie nées au XIXe siècle. Elle associe alors sa longévité à son amour pour le Christ.
Elle meurt le 15 septembre 2017 à l'âge de 117 ans et 189 jours.

### Famille et vie privée
Elle est la fille de John Moss et d'Elizabeth Riley. Elle a été baptisée à l'âge de treize ans. Son époux était gardien de cimetière.
Son frère jumeau Irving Moss, professeur, est mort aux États-Unis à soixante-six ans.
Son fils Harold Fairweather Brown est décédé à 97 ans, quatre jours après l'accession de sa mère au titre de doyenne de l'humanité,. Elle avait eu quatre autres enfants, Elsie Dowman Brown, Barrington Russell Brown, Morris Davis et Idalyn, dit Punce Wilks.